# Avantgarde Music
Avantgarde Music es un sello discográfico de Milán, Italia, centrada en artistas de black metal y doom metal. Avantgarde Music tiene dos sub-discográficas; Obscure Plasma Records y Wounded Love Records, que ha lanzado álbumes de Dolorian y Taake.
El primer lanzamiento de Avantgarde Music fue en 1994 con el álbum de doom metal Stream from the Heavens de Thergothon. La discográfica ha firmado muchos contratos con artista bien conocidos de black metal, death metal y doom metal, como Behemoth, Carpathian Forest, Mayhem o Unholy.

## Bandas
A continuación, una lista de bandas que ha grabado para Avantgarde Music:
| - Ad Hominem - Astarte - Azaghal - Beatrik - Behemoth - Carpathian Forest - Dark Sanctuary - Darkspace - Death SS - Diabolical Masquerade - Dødheimsgard - Dolorian - Enochian Crescent - Eternity | - Evoken - Forgotten Tomb - Godkiller - Grey - Katatonia - Keep of Kalessin - Lifelover - Mayhem - Mysticum - Necrodeath - Nehëmah - Nocternity - Nortt - Novembers Doom - Obtained Enslavement - Opera IX | - Pan.Thy.Monium - Shining - Solefald - Taake - Thergothon - This Empty Flow - Throes of Dawn - Tormentor - Ulver - Unholy (banda) - Winds - Wyrd |